# Xavier Hommaire de Hell
Pour les articles homonymes, voir Hell.
Ignace Xavier Hommaire de Hell, né à Altkirch le 24 novembre 1812, mort à Ispahan le 29 août 1848, est un ingénieur, géologue et géographe français du XIXe siècle, connu pour ses voyages en Asie occidentale et en Russie méridionale.

## Biographie

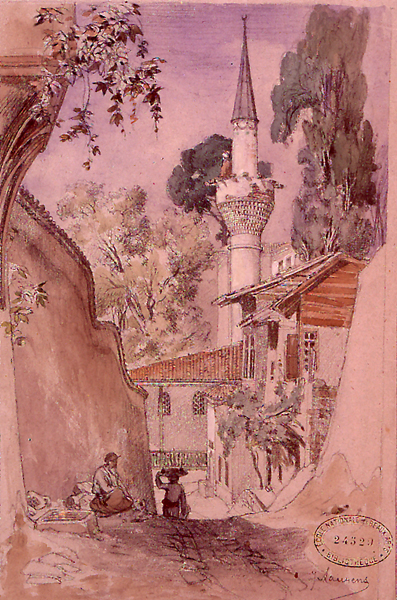
Yenikoy, aquarelle du peintre orientaliste Jules Laurens (1847), qui accompagna Hommaire de Hell lors de sa dernière expédition (1846-1848).

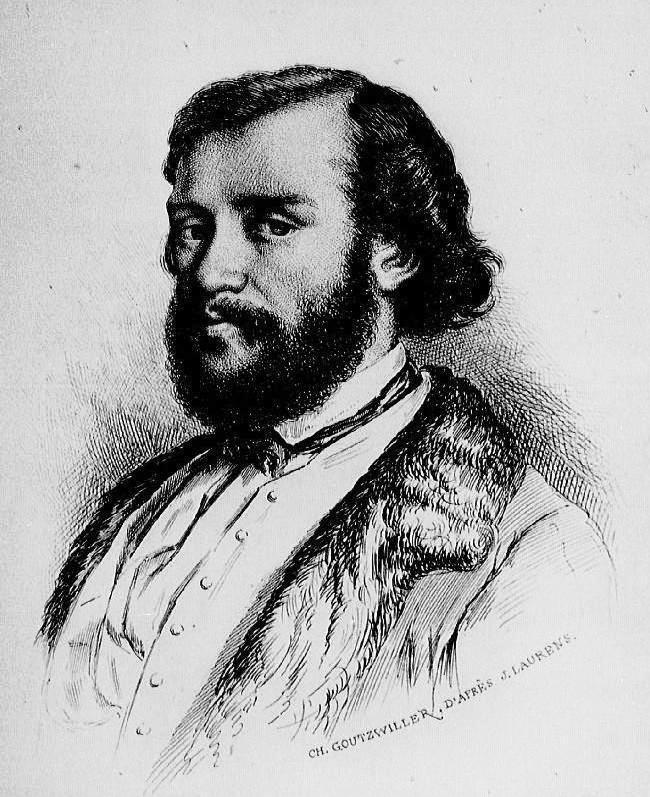
Portrait de Hommaire de Hell par Jules Laurens.

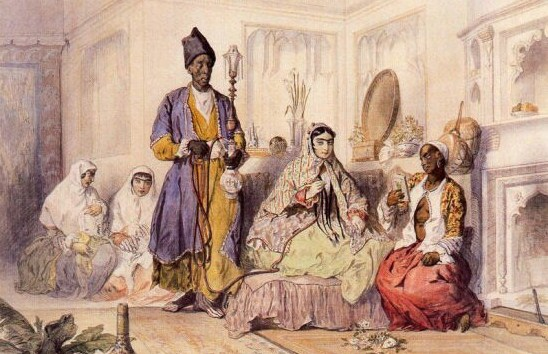
Intérieur d'un harem à Téhéran, aquarelle de Jules Laurens (1847).

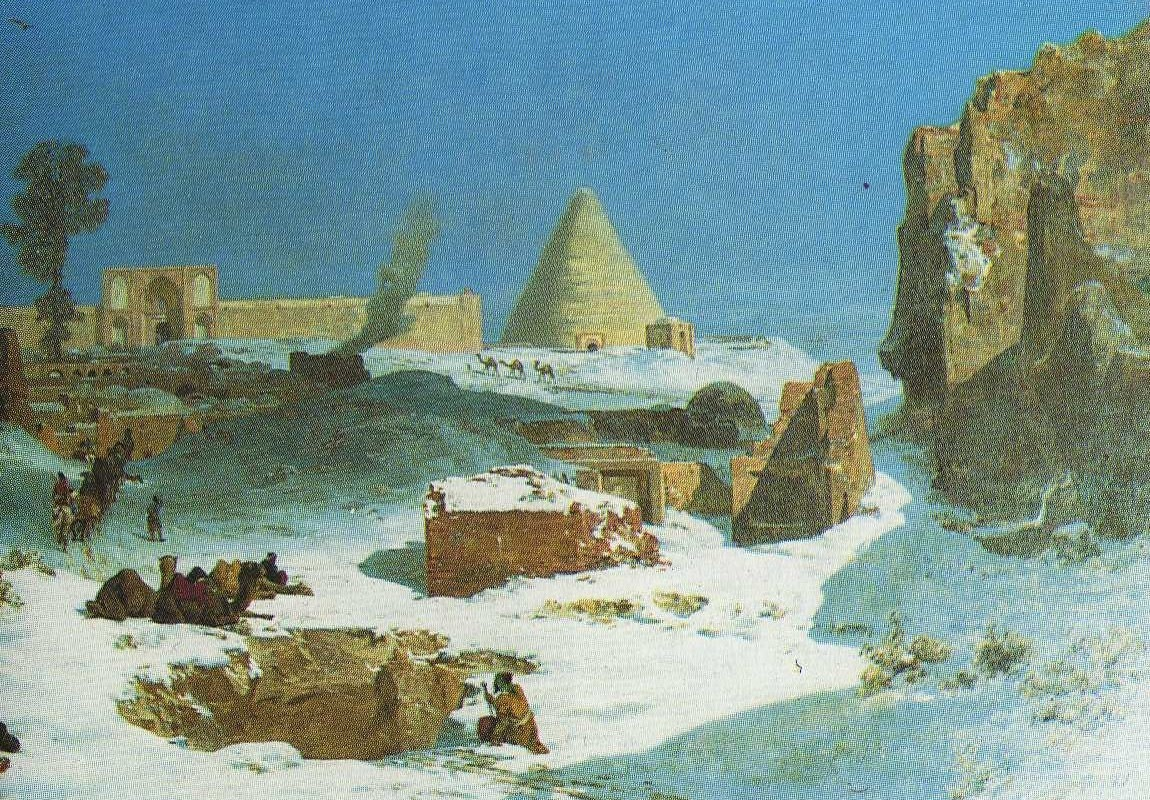
L'hiver en Perse, tableau de Jules Laurens exposé au Salon de 1867 (Musée Salies, Bagnères-de-Bigorre).

### Formation et découverte de l'Orient
Élève du collège d'Altkirch puis du collège de Dijon, Ignace-Xavier-Morand Hommaire entre en 1831 à l'École des mines de Saint-Étienne, dont il sort ingénieur civil en 1833. C'est à Saint-Étienne qu'il rencontre Adèle Hériot (1819-1883), future femme de lettres qui devient son épouse en 1834 et qui l'accompagnera dans ses voyages. Le couple aura trois fils.
D'abord employé, sous les ordres de l'ingénieur en chef Kermaingant, à l'étude du chemin de fer de Lyon à la Méditerranée (1833-1835), il accepte en 1835 d'entrer au service du gouvernement ottoman, pour lequel il concevra des projets d'ouvrages d'art (pont suspendu à Constantinople, phare sur la Mer Noire) et dirigera des travaux de prospection minière.
Il arrive à Constantinople au mois de novembre, après avoir survécu à un naufrage au large de Céphalonie. Finalement peu sollicité par les autorités turques, il profite de son séjour pour commencer à recueillir de nombreuses notes qui serviront de base à ses voyages ultérieurs.
Il continuera de correspondre avec les responsables ottomans jusqu'à la fin de sa vie, envoyant notamment un projet de canal entre le golfe d'Izmit et la Mer noire au grand vizir Moustapha Reschid Pacha en 1847, et se montrera partisan d'une alliance franco-turque :

« Quels sont en définitive les ennemis que la France peut avoir à redouter dans le cas d’une conflagration générale ? Évidemment ce sont les Russes sur terre et sur mer, et les Anglais sur mer ; dans l’un ou l’autre cas, quelle alliance nous serait la plus profitable ? Le simple bon sens indique tout d’abord la Turquie, qui peut nous offrir une flotte déjà puissante, les moyens d’anéantir le commerce de la Russie méridionale et de donner la main à toutes ces populations vaincues, mais non soumises, qui sont impatientes de secouer le joug moscovite. La Turquie nous serait également d’une immense ressource contre l’Angleterre, en mettant de notre côté les populations méditerranéennes, qui désirent vivement une union sérieuse avec la France. »

### Expédition en Russie méridionale
En 1838, Xavier Hommaire se rend en Nouvelle Russie où, à la demande du gouverneur général de cette région, le comte Vorontsov, il se lance dans un voyage d'exploration de la Crimée et du Caucase, d'Odessa à Astrakhan en passant par Taganrog. Après avoir enquêté pour Vorontsov sur la configuration géologique de la Crimée, il s'intéresse également à la question de la rupture de l'ancien isthme du Bosphore et à celle de la dépression de la mer Caspienne, vers laquelle il effectue un nouveau voyage en 1840.
Ayant découvert une mine de fer sur les bords du Dniepr en 1839, il est décoré de l'Ordre de Saint-Vladimir et anobli par l'empereur Nicolas Ier de Russie. Xavier Hommaire ajoute alors à son nom une particule suivie du nom de jeune fille de sa mère.
En 1841, il entre au service du prince régnant de Moldavie, Mihail Sturdza, qui le charge de l'exploitation des mines et des voies de communication. Une maladie contraint cependant Hommaire de Hell à revenir en France, où il publie en 1843 un ouvrage de géographie tiré de ses notes de voyage. Les renseignements contenus dans les trois volumes de cette publication seront salués pour leur valeur scientifique et serviront, une décennie plus tard, à l'armée française lors de la Guerre de Crimée.

### Expédition en Perse
Les travaux de Hommaire de Hell lui valent l'attribution d'un prix par la Société de géographie, son élection parmi les membres de l'Académie des sciences et la remise de la Légion d'honneur (1845). Ils éveillent également l'intérêt du comte de Salvandy, ministre de l'Instruction publique, qui propose au géographe un financement public de la poursuite de ses recherches et lui demande d'enquêter sur l'hypothèse d'une ancienne mer qui aurait réuni les Mers Noire, d'Aral et Caspienne (ces trois mers sont effectivement les vestiges d'une mer disparue au Pliocène et que les scientifiques du XXe siècle baptiseront Paratéthys). À une époque où la France de Louis-Philippe Ier cherche à approfondir ses relations diplomatiques avec la Perse, ce projet de voyage s'accompagne d'objectifs politiques et commerciaux.
Hommaire de Hell est ainsi envoyé par le gouvernement en mission scientifique autour des mers d'Asie mineure et en Perse. Accompagné du peintre Jules Laurens, il quitte la France en mai 1846 et passe par l'Italie, la Moldavie, l'Anatolie, l'Arménie, le Pont, le Kurdistan et la Mésopotamie, avant d'arriver en Perse en novembre 1847. Tout en réunissant de nombreuses informations géographiques, géologiques, paléontologiques et archéologiques, il correspond avec Élie de Beaumont pour lui communiquer ses observations. Pendant son séjour à Téhéran, qu'il atteint en février 1848, il rencontre l'ambassadeur français, le comte de Sartiges, qui le présente au chah Mohammad Qadjar.
Après plusieurs expéditions dans les provinces iraniennes (notamment le Mazandaran et le Golestan, riverains de la Caspienne), Hommaire de Hell arrive le 16 août à Ispahan, dans le quartier arménien de Djoulfa, où il est finalement terrassé par la fièvre le 29 août. Il est enterré au cimetière arménien en redingote bleue avec son ruban de la légion d'honneur et une médaille de la Vierge. Son journal sera publié par sa femme sous la forme d'une grande publication posthume en trois volumes et un atlas, parus entre 1854 et 1860.

#### Biographies de Xavier Hommaire de Hell
- Charles Goutzwiller, « X. Hommaire de Hell. Étude biographique », Revue d'Alsace, Colmar, 1860 (p. 337, 385, 469 et 529) et 1861 (p. 69 et 145).
- Charles Goutzwiller, À travers le passé. Souvenirs d'Alsace, portraits, paysages, Belfort, 1898, p. 102-103, 287-293.
- Marc Lang, « Ignace Xavier Hommaire de Hell », in Nouveau dictionnaire de biographie alsacienne, vol. 17, p. 1660
- Édouard Sitzmann, Dictionnaire de biographie des hommes célèbres de l'Alsace, depuis les temps les plus reculés jusqu'à nos jours, tome 1, Sutter, Rixheim, 1909-1910, p. 803-804.

#### Œuvres de Xavier Hommaire de Hell
- Les Steppes de la mer Caspienne, le Caucase, la Crimée et la Russie méridionale, Paris, P. Bertrand, 1843-1845, 3 volumes.
- Situation des Russes dans le Caucase (tiré d'un article paru dans la Revue de l'Orient), Paris, Rignoux, 1844, 44 p.
- Géographie historique du bassin de la mer Caspienne, Strasbourg, Berger-Levrault, 1845, 84 p.
- Isthme de Suez, Rapport fait à la Société orientale dans sa séance du 15 avril 1845, sur les différents systèmes de communication à établir entre la Mer Rouge et la Méditerranée, Paris, Rignoux, 1845, 24 p.
- Voyage en Turquie et en Perse, exécuté par ordre du gouvernement français pendant les années 1846, 1847 et 1848 (publication posthume éditée par sa veuve, Adèle Hommaire de Hell), Paris, P. Bertrand, 1854-1860, 3 volumes, réédité en fac-similé par Elibron Classic books en 2001.